# スナップ写真

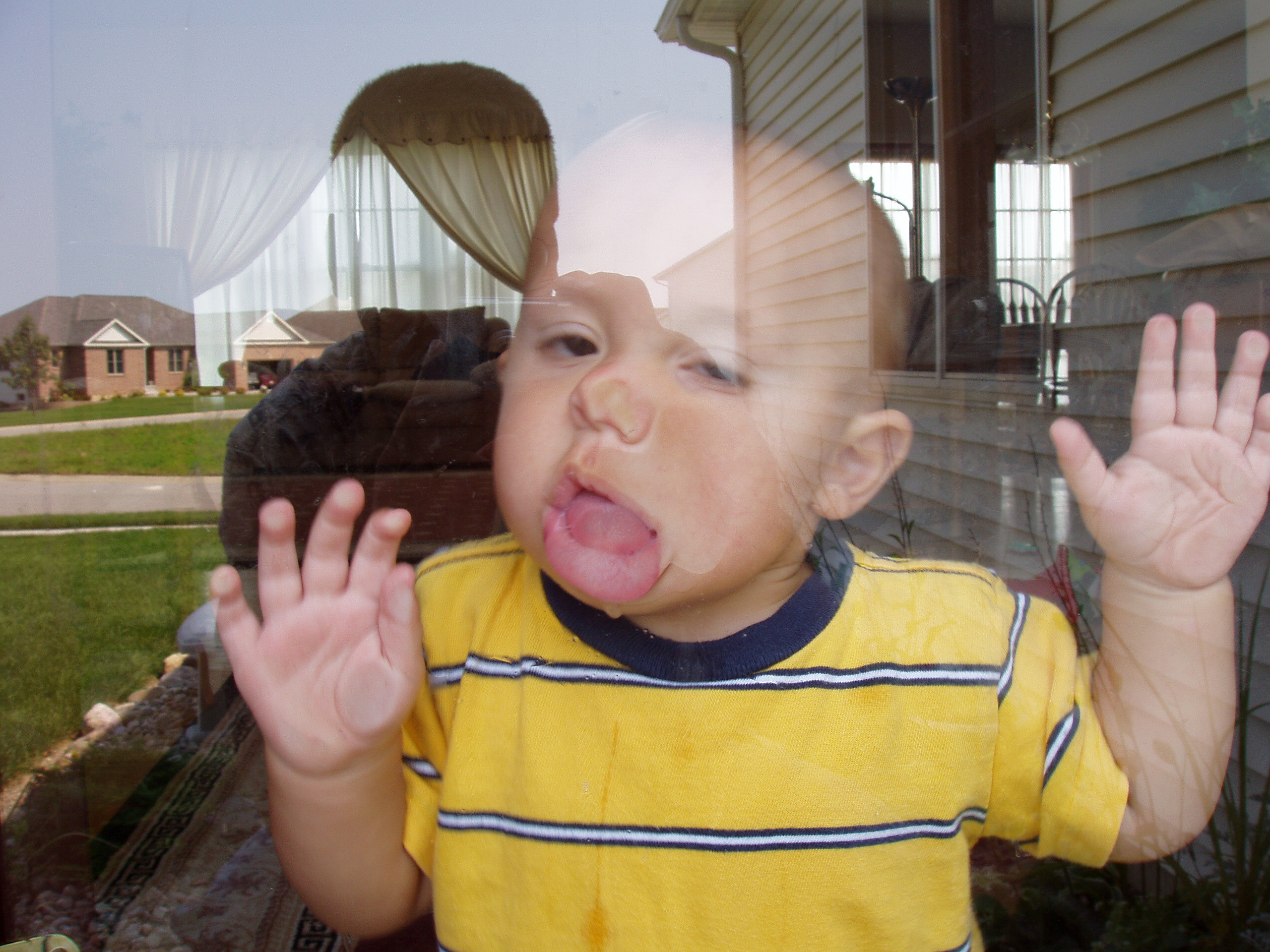
snapshot（素早く撮った写真、スナップ写真）の一例
ここでは、子供ならではの面白くて可愛い仕草を目にした親（もしくはその他の大人）が、その一瞬を記録しようと考え（あるいは、日常的にこういう仕草が多いこの子の様子を記録したいと日頃から考えて準備しており）、見事スナップショットに成功し、このとおり、スナップ写真にすることができた。

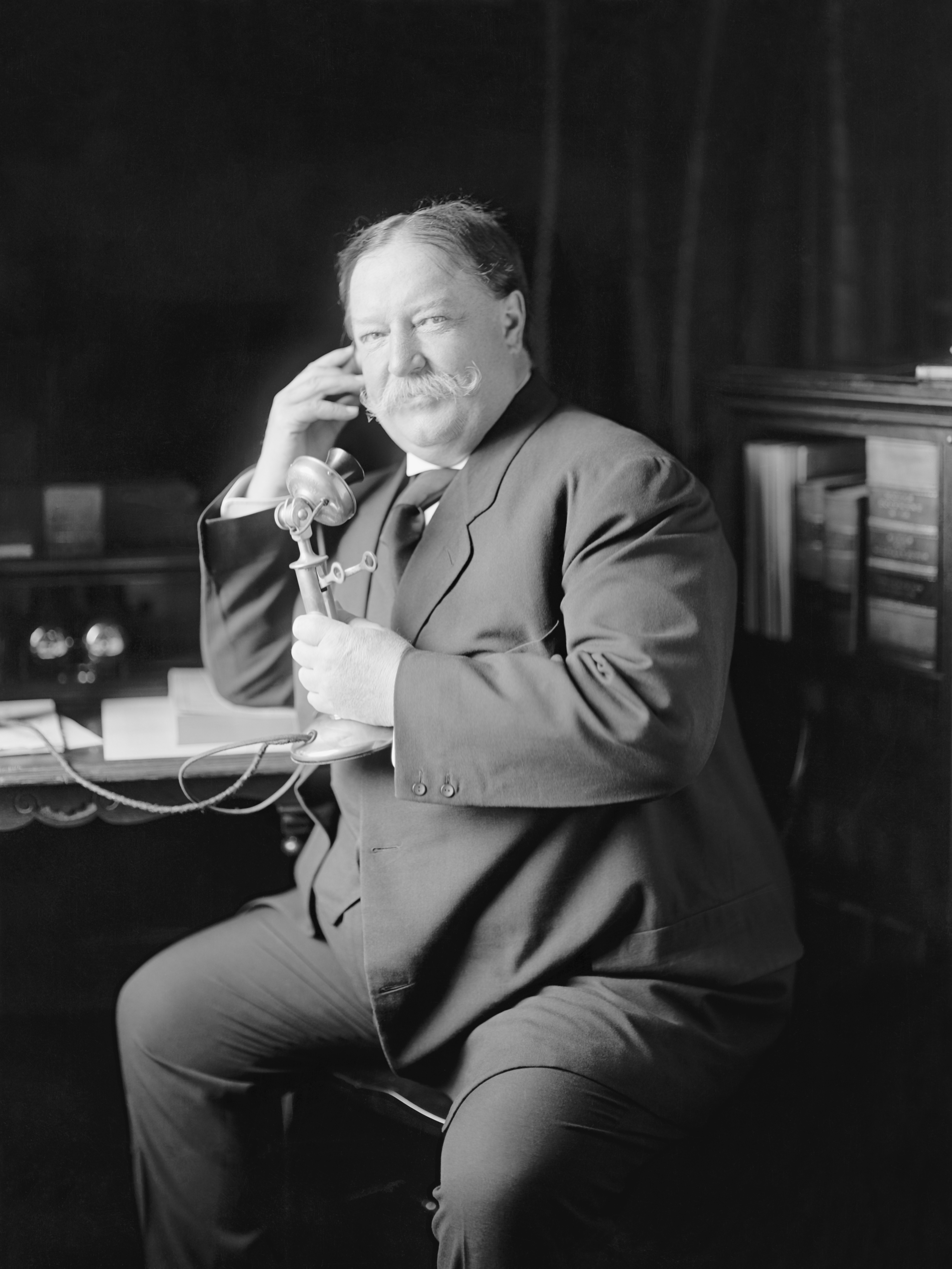
candid photograph（ポーズをとらない写真、気取りの無い写真、自然な瞬間を捉えた写真、キャンディッド写真）として有名な1枚
アメリカ合衆国第27代大統領ウィリアム・タフトの歴史的瞬間を捉えた1枚で、"The Evolution of a Smile（笑顔の進化）" と題されている。タフトは、写真に撮られようとしてポーズを決めているわけではない。彼は、自身の正式な肖像画のモデルを務め終えた直後、次期大統領に指名されたことを伝える大統領セオドア・ルーズベルトからの電話を取って笑顔を浮かべているのであり、その瞬間をカメラマンに撮られたのである。

スナップ写真（スナップしゃしん）とは、人物などの被写体を、自然な形や雰囲気のなかで早撮り（即興的撮影）した写真。
英語では "candid photograph（カンディド フォウトグラフ、キャンディド フォトグラフ｜キャンディッド・フォトグラフ｜語構成が有する意味：ポーズをとらない写真、ありのままの写真）" や、"snapshot / snap-shot（スナプシャット、スナプショット｜スナップショット｜語構成が有する意味：素早い発射）" （その第1義） などが該当する。このうち、"snapshot" は、射撃用語であったものをイギリスのジョン・ハーシェル卿が1860年から「写真による瞬間撮影・連続撮影」の意味にも転用し始めて広まった語義で、日本語でも慣習的音写形「スナップショット」が「（銃などの）速射」の意味でも「スナップ写真」の意味でも用いられている。また、"snap" は、口語で「写真」「スナップ写真」を意味する。日本語「スナップ」は "snap" を音写した外来語である。

## 概要
日本では、被写体になる人物が身構えている写真スタジオでの撮影や記念撮影などに対し、緊張が取れた日常の姿（カメラを意識しない姿）から撮影される人物の自然さ（による魅力）を引き出して記録するものを、一般的に「スナップ写真」と呼んでいる。
定義文の注釈でも触れているとおり、"snapshot" 本来の語義は、銃による速射。すなわち、狩猟用語で、猟犬に追いたてられた鳥などを、腰辺りに構えた銃で広範囲射撃して仕留める技法を指した。用いる銃の種類は、古くはマスケット銃、のちには散弾銃が通例である。

## スナップ写真と肖像権

### 日本
人間にはみだりに肖像を撮影されない権利、勝手に肖像を公開されない権利があり、肖像の利用について財産権があると認められているので、勝手に他人を写してはいけないというのが、肖像権の考え方である。一方、スナップ写真というものが魅力・持ち味とするところは「被写体の自然な様子」であることから、許可を取って撮影するのではその魅力・持ち味を引き出すことが叶わない、もしくは、叶いにくいという道理がある。撮影してから許諾を取るという方法もありはするが、それは容易でないため、日本におけるスナップ写真の撮影は、社会的課題として広く意識され始めた2010年代のうちに困難を伴うものになっていった。こういった時代の移り変わりのおおよそ起点近くと言ってよい2010年（平成22年）ごろより、「見て良いものは撮っても良い」旨の主張を日本社会に提示する動きが、写真家の間から生まれている。しかしながら、一方で、日本写真家協会専務理事・松本徳彦が2010年に次のよう主旨で語っている。フィルムも現像も不要な「デジタルカメラ」の普及、カメラ機能を有する携帯電話やスマートフォンの普及、公開と閲覧を至極気軽な日常事に変えたインターネットの普及により、誰でも簡単に撮影できて誰でも簡単に広く公開できるようになったことから、撮影・公開がそのスキルを持つ者に限られていた過去の時代とは違って、モラルを欠いた者による心ない行為までも手軽に実行できてしまうようになり、マナーが問われるケースが増えているという事実もある。このように松本が言及した2010年の時点では、人物を撮影するにあたって「どこまでがみだりな撮影か」について定着した解釈は無かった。写真に写った群衆の一人一人に許諾を得る必要は無いが、個人を特定できる写真には許諾を取ったほうがより安全であると考えられている。
2020年（令和2年）2月には、富士フイルムが発売するコンデジ（コンパクトデジタルカメラ）の新機種のPRを目的として渋谷の街に出向いた写真家・鈴木達朗が、自分とすれ違う通行人の進路を妨害しては、それを嫌がる人々を被写体にした動画を作成・公開したうえで、「テンションていうか、瞬間的に刹那的に撮ってダイナミックな感じで残したい。そうするとああいう撮り方に自然となっていった。」と振り返ってみせたが、動画を上げた特設ウェブサイトに「不快である」「盗撮だ」との批判が殺到し、件の動画ページは削除、スポンサー（富士フイルム）は謝罪に追い込まれるという出来事があった。また、この騒動を受け、朝日新聞出版のオンラインメディア「AERA dot.（アエラドット）」は、「スナップ写真が盗撮と疑われた場合、いかに対応すべきか。」という課題について深掘りする記事を掲載した。その記事では、次のようなことに言及されている。「盗撮」と定義されるものは「被写体の画像記録をわいせつな所得物とすることを目的とした盗み撮り」と「撮られると意識していない状態の被写体を記録することを目的とした盗み撮り」が混同されている。前者は罪に問われるが、後者は、民事的問題こそ発生する可能性があるものの、刑事罰や条例などで罪に問われる犯罪行為ではない。呼び分けるべきこれらの概念が同一の単語で表されているせいで、誤解を招いている。また、迷惑防止条例に関しても、「明確性の原則」から曖昧な表記による萎縮効果、その他撮影におけるトラブル対応方法にも触れている。

### アメリカ合衆国
「表現の自由および言論の自由」は、個人の肖像権よりも何よりも民主主義の絶対的条件として最優先されるという、権利章典 (アメリカ)の修正第1条により、撮影者および写真加工者の権利が優先されている。フィリップ＝ロルカ・ディコルシアによる公道を歩く一般人に遠方からフラッシュを当て、さらに望遠レンズで撮影した写真を発表した Headsシリーズの場合では、販売を伴っていても芸術作品であることから勝訴した。